# Nga Xô viết
Nga Xô viết (tiếng Nga: Советская Россия, đã Latinh hoá: Sovetskaya Rossiya hoặc với tên đầy đủ là  Liên bang Cộng hòa Xã hội chủ nghĩa Xô viết Nga (tiếng Nga: Росси́йская Социалисти́ческая Федерати́вная Сове́тская Респу́блика, đã Latinh hoá: Rossiyskaya Sotsialisticheskaya Federativnaya Sovietskaya Respublika) là nhà nước Cộng sản của lịch sử nước Nga trong giai đoạn từ Cách mạng Tháng Mười năm 1917 và Nội chiến Nga đến hiến pháp Liên bang năm 1922 (cũng là tên gọi không chính thức của Liên bang Nga trước khi thành lập Nga Xô viết).

## Từ nguyên
Quốc hiệu chính thức của Nga Xô viết là Cộng hòa Xã hội chủ nghĩa Xô viết Liên bang Nga. Tuy nhiên, đã có một khoảng thời gian ngắn giữa Cách mạng tháng Mười và đến khi tuyên bố nước Cộng hòa Xã hội chủ nghĩa Xô viết Liên bang Nga (và một khoảng thời gian dài cho đến khi Nga được thông qua hiến pháp đầu tiên năm 1918), thuật ngữ Bolshevik được dùng để mô tả định hướng chính phủ Nga trong thời kỳ đó.
Thuật ngữ này được sử dụng không chính thức để phân biệt quốc gia này với "Cộng hòa Xã hội chủ nghĩa Xô viết Liên bang Nga" (một quốc gia thực thể của Liên bang Xô viết), thuật ngữ này cũng áp dụng rộng rãi hơn, theo lịch sử (cho đến năm 1991), thuật ngữ này cũng khác về mặt địa lý. Kể từ năm 1917–1922, những người Bolshevik vẫn kiểm soát một lãnh thổ nhỏ hơn nhiều so với nhà nước non trẻ Liên bang Xô viết trong tương lai.

## Địa lý
Nga Xô viết chiếm phần nhỏ là Đông Âu, và hầu hết toàn bộ hai vùng Trung Á và Bắc Á, biên giới đất liền tiếp giáp với các nước khác bao gồm Na Uy, Phần Lan, Estonia, Latvia, Litva, Ba Lan, Tiệp Khắc, Hungary, România, Thổ Nhĩ Kỳ, Iran, Afghanistan, Trung Quốc, Mông Cổ và Triều Tiên. Phần biển giáp với Thụy Điển, Nhật Bản, Hoa Kỳ và Canada.

## Lịch sử
Sau khi Chiến tranh thế giới thứ nhất kết thúc Anh, Pháp, Nhật Bản, Ba Lan, Hoa Kỳ và các nước khác đã tiến hành can thiệp vũ trang vào cuộc cách mạng Nga do không hài lòng với việc Liên Xô rút đơn phương khỏi cuộc chiến chống lại Đức. Lòng trung thành phục vụ trong nước đối với Sa hoàng và những người nông dân giàu có, địa chủ và lực lượng tư sản đã thống nhất lại và biến thành phe Bạch vệ. Chúng tiến hành chiến tranh chống lại chế độ Xô Viết. Sau cuộc Nội chiến Nga, Hồng quân Liên Xô đánh bại Bạch vệ và các nước phe Hiệp ước có sự can thiệp vũ trang chung để củng cố quyền lực.

### Đông Âu
Sau Cách mạng Tháng Mười, Ukraina đã thành lập Cộng hòa Nhân dân Ukraina và trở thành một nước cộng hòa tự trị dưới thời Liên Xô. Năm 1918, nước này tuyên bố độc lập khỏi Nga. Vào ngày 1 tháng 8 năm 1920, Nga Xô viết đã tách Đông Ukraina ra khỏi chính quyền của mình và trở thành một nước Cộng hòa Xã hội Chủ nghĩa Xô Viết Liên bang Nga độc lập. Cộng hòa Xã hội chủ nghĩa Xô viết Ukraina sáp nhập Cộng hòa Nhân dân Ukraina ở phía tây năm 1921 và sát nhập vào Liên Xô vào năm 1922.
Belarus là một nước cộng hòa tự trị dưới thời Liên Xô. Sau đó, nó tách ra khỏi Liên Xô và trở thành một Cộng hòa Xã hội chủ nghĩa Xô viết Litva - Belorussia. Sau này được đổi tên thành Cộng hòa Xã hội chủ nghĩa Xô viết Byelorussia. Tuy nhiên, nó vẫn chấp nhận sự lãnh đạo của Đảng Cộng sản Liên Xô.

### Baltic, Đông và Bắc Âu
Các nước Baltic và Phần Lan tuyên bố độc lập sau sự sụp đổ của Đế quốc Nga. Trong số đó, Estonia vẫn duy trì vị thế độc lập sau khi ký Hòa ước Tartu. Latvia đã đánh bại Cộng hòa Xô viết Xã hội chủ nghĩa Latvia do Nga hậu thuẫn trong Chiến tranh giành độc lập Latvia, và thỏa thuận Riga đã nhận được sự công nhận độc lập của Nga Xô viết. Sau khi Quốc hội Litva ký vào Đạo luật Độc lập Litva, Chiến tranh giành độc lập Litva đối với Liên Xô và Ba Lan đã được tiến hành, sau đó đã được Liên Xô công nhận. Vương quốc Phần Lan đã đánh bại Cộng hòa Công nhân Xã hội chủ nghĩa Phần Lan được Nga hỗ trợ trong Nội chiến Phần Lan và được Nga công nhận.

### Trung Á
Sau sự sụp đổ của Sa hoàng, một số quốc gia độc lập đã được thành lập ở Trung Á để thoát khỏi ảnh hưởng của Nga. Tuy nhiên, khi Hồng quân tiến lên trong Nội chiến Nga, Hồng quân đã xâm chiếm Trung Á vào năm 1920. Sau khi sáp nhập Vùng tự chủ Alash, Cộng hòa Xã hội chủ nghĩa Xô viết tự trị Kyrghyzstan được thành lập, thuộc về nước cộng hòa tự trị thuộc Cộng hòa Xã hội chủ nghĩa Xô viết Liên bang Nga.Đồng thời nó xâm chiếm Tiểu Vương quốc Bukhara và thúc đẩy nó thành Cộng hòa Xô viết Nhân dân Bukhara.

### Nam Kavkaz
Vào tháng 4 năm 1918, khu vực Ngoại Kavkaz tuyên bố độc lập khỏi Cộng hòa Nga để trở thành Cộng hòa Liên bang Dân chủ Ngoại Kavkaz. Kể từ đó chia thành ba quốc gia chủ nghĩa dân tộc: Cộng hòa Dân chủ Gruzia, Cộng hòa Dân chủ Azerbaijan và Đệ Nhất Cộng hòa Armenia. Năm 1922, Hồng quân Liên Xô đã xâm chiếm ba quốc gia vùng Nam Kavkaz và giúp thành lập Cộng hòa Xã hội chủ nghĩa Xô viết Liên bang Ngoại Kavkaz.

## Lãnh đạo nhà nước
Theo Hiến pháp Nga năm 1918, tối cao của Nga Xô viết là Đại hội Xô viết toàn Nga.

### Chủ tịchỦy ban Chấp hành Trung ương Toàn Nga
- Lev Kamenev (từ 27 tháng 10 năm 1917)
- Yakov Sverdlov (từ ngày 8 tháng 11 năm 1917)
- Mikhail Vladimirsky (tạm thời) (từ 16 tháng 3 – 30 tháng 3 năm 1919)
- Mikhail Kalinin (từ 30 tháng 3 năm 1919)

### Chủ tịchHội đồng Nhân dân Nga Xô viết
- Vladimir Lenin (từ 9 tháng 11 năm 1917)